# László Passuth
László Passuth  (n. Budapesta, 15 iunie 1900 –d. Balatonfüred, 19 iunie 1979) a fost un scriitor, romancier și traducător maghiar, reprezentant al realismului istoric, autor a numeroase și apreciate romane istorice, este tatăl istoricei de artă Krisztina Passuth.